# منتگیورای
منتگیورای (به فرانسوی: Montgivray) ، یک کمون در فرانسه است که در اندر واقع شده‌است. منتگیورای ۲۵٫۴۸ کیلومتر مربع مساحت و ۱٬۷۱۵ نفر جمعیت دارد و ۲۰۸ متر بالاتر از سطح دریا واقع شده‌است.